# Sîneak, Muncaci
Sîneak (în ucraineană Синяк) este un sat în așezarea urbană Ciînadiiovo din raionul Muncaci, regiunea Transcarpatia, Ucraina.

## Demografie
Componența lingvistică a localității Sîneak
     Ucraineană (84,5%)
     Germană (13%)
     Alte limbi (1,5%)
Conform recensământului din 2001, majoritatea populației localității Sîneak era vorbitoare de ucraineană (84,5%), existând în minoritate și vorbitori de germană (13%).